# テレサ・リベラ
テレサ・リベラ・ロドリゲス（スペイン語: Teresa Ribera Rodríguez、1969年5月19日 - ）は、スペイン・マドリード出身の法学者・弁護士・政治家。2018年から2020年まで第1次サンチェス内閣の環境移行大臣を務め、2020年から2021年まで第2次サンチェス内閣の第4副首相と環境移行・人口統計大臣を務めた。2021年7月12日から第2次サンチェス内閣（改造）の第3副首相を務めている。

## 経歴
1969年にマドリードに生まれ、マドリード・コンプルテンセ大学で法学を学んで卒業した後、政治・憲法研究センターで憲法法と政治学のディプロマを取得した。スペイン勧業省の官僚として勤務する傍らで、マドリード自治大学で公法・法哲学科の准教授を務めている。2004年から2008年には気候変動局の事務局長を務め、2008年から2011年にはスペイン社会労働党の第2次サパテロ内閣で気候変動担当国務長官（農業漁業食料省）を務めた。2014年から2018年には、フランス・パリの持続可能開発・国際関係研究所(IDDRI)でディレクターを務めた。

### サンチェス内閣

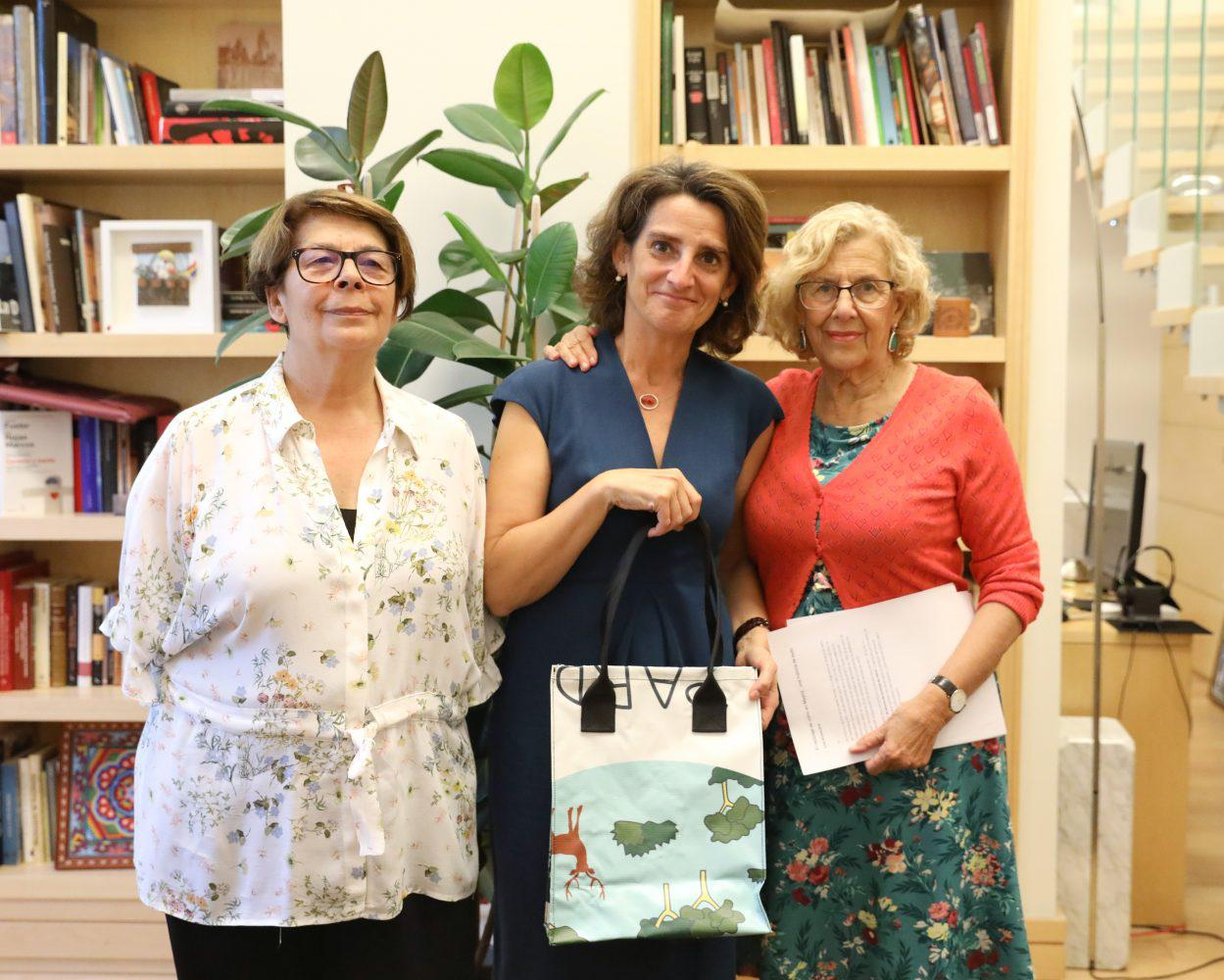
左からイネス・サバネス、リベラ、マドリード市長のマヌエラ・カルメーナ・カストリージョ（2018年7月3日）

2018年6月1日に国民党(PP)のマリアーノ・ラホイ首相の不信任決議案が可決され、6月7日に社会労働党のペドロ・サンチェスが首相に就任して第1次サンチェス内閣が発足すると、リベラは環境移行大臣に就任した。なお、第1次サンチェス内閣では閣僚17人のうちリベラを含む11人が女性である。
それまでは民間人閣僚の立場だったが、2019年5月21日にはスペイン下院議員に就任した。2020年1月13日に第2次サンチェス内閣が発足すると、リベラは第4副首相と環境移行・人口統計大臣に就任した。
2021年7月12日に内閣改造が行われた際には第4副首相を退任し、環境移行・人口統計大臣との兼任で第3副首相に就任した。